# 森俊六郎
森 俊六郎（もり しゅんろくろう、1877年（明治10年）3月6日 - 1957年（昭和32年）3月19日）は、日本の大蔵官僚・銀行家。理財局長を最後に退官し、台湾銀行副頭取、南満州鉄道理事を歴任した。妻は烏山藩主・大久保忠順の娘・朝子。子爵・貴族院議員の大久保忠春は義弟。

## 生涯

### 略歴
福島県出身。会津中学を経て、二高第一部法科を首席で、1902年（明治35年）7月に東京帝大法学部政治学科を卒業。松平恒雄が大学時代の同級生である。大蔵省に入省し、同年11月文官高等試験に合格した。席次は41名中8番で首席は帝大同期の西野元であった。翌年主計局司計課長となり、参事官を兼任。1906年（明治39年）には大蔵大臣・阪谷芳郎の秘書官を務めた。欧米出張、大臣官房文書課長などを経て、専売局主事、専売局長官官房に配置される。長官は濱口雄幸で塩田の整理が行われた時期にあたる。銀行課長を経て銀行局長に就任。次いで理財局長となり、局長職を合計4年強務め1920年（大正9年）8月辞職。台湾銀行副頭取に転じ、頭取・中川小十郎を補佐した。1922年（大正11年）9月から1927年（昭和2年）9月まで満鉄理事。同職を大蔵公望とともに辞職した際の後任理事が小日山直登である。
その後破綻した十五銀行の常務に就任し、頭取・西野元らと再建にあたる。帝国倉庫運輸（現・テイソウ）、園池製作所（現・アマダ）の各会長、蓬莱殖産（現・ホウライ）の常務なども務めている。

### 人物
森は森惣左衛門の五男として若松町に生まれた。会津中学の一回生で、同級生に松江春次、平石弁蔵、君島八郎などがいる。大正初期に母校で校長と前任の浅岡一（信濃教育会初代会長）が築いた校風を守ろうとする生徒の対立が深刻化した。視学官から連絡を受けた森は同郷人と相談し、在京同窓の大学生を派遣して校長、生徒を説得させ事態を収拾した。著書に『独逸帝国及普魯士王国ノ財政』全3巻がある。会津会会員、稚松会賛助員。

## 栄典
- 1920年（大正9年）11月1日 - 旭日中綬章[8]